# 內斯頓
內斯頓（Neston）是位於英格蘭柴郡的一個小鎮和民政教區。據2001年英國人口普查，內斯頓有人口3,521人。2011年增加到4,329人。內斯頓這一地名起源於維京人。

## 外部連結
- 中的“內斯頓”